# Tiago, o Diácono
Tiago, o Diácono (em latim: Iacobus Diaconus; em inglês: James the Deacon) foi um diácono italiano que acompanhou Paulino de Iorque em sua missão na Nortúmbria. Ele era um dos membros da missão gregoriana que veio à Inglaterra para cristianizar os anglo-saxões de seu paganismo, ainda que a data precisa de sua chegada seja desconhecida. Depois que Paulino deixou a Nortúmbria, Tiago permaneceu perto de Lincoln e continuou seus esforços missionários, morrendo algum tempo depois de 671 , segundo o cronista medieval Beda.

## Vida
Tiago era presumivelmente um italiano como os outros membros da missão gregoriana. As datas de seu nascimento e de sua chegada à Britânia são desconhecidas. Ele acompanhou Paulino à Nortúmbria na comitiva de Etelburga, irmã do rei Eadbaldo de Kent, que foi para lá para se casar com Eduíno. Tradicionalmente, este evento é datado em 625 , mas o historiador D. P. Kirby argumenta que a missão provavelmente ocorreu antes de 619.
Eduíno morreu em combate em Hatfield lutando contra Penda da Mércia e Caedwalla em 633. Eduíno era então o maior defensor da missão de Paulino e, com sua morte, uma reação pagã se seguiu, obrigando Paulino a fugir para Kent juntamente com Etelburga e seus filhos com Eduíno, inclusive a princesa Eanfleda. Tiago, porém, permaneceu na Nortúmbria e continuou os esforços missionários, centrados em Lincoln, numa igreja que Paulino havia fundado e cujos restos estão provavelmente sob a atual igreja de São Paulo na Prisão. Ela estava na época no reino dependente de Lindsey, num lugar que Paulino havia pregado antes da morte de Eduíno e que foi reconquistada por um dos sucessores de Eduíno, Osvaldo, na década de 640.
Beda escreveu que Tiago viveu numa vila perto de Catterick, que "tem o seu nome até hoje". Ele relata que Tiago realizou obras missionárias na área e viveu muitos anos. Durante o reinado de Osvio da Nortúmbria, Tiago ia regularmente à corte, pois ele celebrava a Páscoa com a esposa de Osvio, Eanfleda, a filha de Eduíno. Tanto Tiago quanto Eanfleda celebravam a Páscoa na data aconselhada pela igreja de Roma, o que provocou conflitos com Osvio, que a celebrava na data calculada pela Igreja Irlandesa, que nem sempre casavam. Esta diferença foi uma das razões pelas quais Osvio convocou o Sínodo de Whitby em 667 para decidir qual sistema de cálculo da data da Páscoa o seu reino iria se utilizar. Veja controvérsia da Páscoa.
Tiago estava presente no sínodo de acordo com o relato de Beda sobre os eventos ali decorridos.[nota a] Beda afirma que após o sínodo e o retorno dos costumes romanos, Tiago, como um mestre de canto treinado no estilo romano e de Kent, ensinou a muitas pessoas o cantochão ou o canto gregoriano no estilo romano.
A data da morte de Tiago é desconhecida, mas Beda implica que ele estava vivo a sua vida, o que presumivelmente significa que ele teria morrido após o nascimento de Beda por volta de 671 ou 672  Isso significaria que ele teria pelo menos 70 anos de idade ao morrer. Já se sugeriu que Tiago foi o informante de Beda sobre a vida de Eduíno, as obras de Paulino e, talvez, dos eventos do Sínodo de Whitby. O historiador Frank Stenton chamou Tiago de "a grande figura heroica na missão romana", o que talvez reflita o fato de que muitos dos missionários de Gregório tinham o hábito de fugir sempre que a situação piorava.
Após a sua morte, Tiago foi reverenciado como santo, com sua festa no dia 17 de agosto na Igreja Católica ou 11 de outubro, na Igreja Anglicana.